# Arrondissement Château-Chinon (Ville)
Château-Chinon (Ville) is een arrondissement van het Franse departement Nièvre in de regio Bourgogne-Franche-Comté. De onderprefectuur is Château-Chinon (Ville).

## Kantons
Het arrondissement was tot 2014 samengesteld uit de volgende kantons:
- Kanton Château-Chinon (Ville)
- Kanton Châtillon-en-Bazois
- Kanton Fours
- Kanton Luzy
- Kanton Montsauche-les-Settons
- Kanton Moulins-Engilbert

Sinds de herindeling van de kantons bij decreet van 18 februari 2014, met uitwerking op 22 maart 2015, is het samengesteld uit volgende kantons :
- Kanton Château-Chinon ( deel 39/40 )
- Kanton Luzy